# Ebly (Lebensmittel)
Ebly ist eine französische Marke für vorgegarten Hartweizen, der als Beilage oder Zutat für verschiedene Gerichte verwendet wird. Die Marke gehört heute zum Lebensmittelkonzern Mars Incorporated.

## Geschichte
Die Entwicklung von Ebly begann Ende der 1980er Jahre innerhalb der Landwirtschaftskooperative Agralys (heute: Axéréal) in der französischen Region Beauce. Initiator war der damalige Direktor von Agralys, Guy Crapez, der die Nutzung von Weizen als direkt verzehrbares Lebensmittel fördern wollte. 1989 wurde die Idee in Zusammenarbeit mit dem staatlichen Institut national de la recherche agronomique weiterentwickelt.
Nach etwa 18 Monaten Entwicklungszeit wurde in Châteaudun eine Versuchsanlage mit Prototypenmaschinen eingerichtet. 1994 produzierte die Anlage erstmals zwei Tonnen Ebly-Weizen, die im Herbst desselben Jahres zunächst in Supermärkten in Châteaudun, später in ganz Frankreich verkauft wurden.
Die Marke Ebly wurde 1995 offiziell eingeführt, nachdem sie 1992 markenrechtlich registriert wurde. Innerhalb weniger Monate war das Produkt in 90 Prozent der französischen Supermärkte erhältlich.
1996 nahm eine größere Produktionsanlage in Marboué (Département Eure-et-Loir) den Betrieb auf. Ende 1999 erwarb der US-amerikanische Lebensmittelkonzern Mars Incorporated über seine europäische Tochter Mars Food 51 Prozent der Anteile an dem Unternehmen. Die Übernahme trat am 1. Januar 2000 in Kraft.

## Produkt
Ebly besteht aus Hartweizen, der in Frankreich angebaut wird. In einem vierstufigen Verfahren – Sortieren, Vordämpfen mit Wasserdampf, teilweises Schälen und Trocknen – wird der Weizen vorgegart und anschließend abgepackt. Diese Behandlung ähnelt dem Parboiled-Verfahren bei Reis und verkürzt die Kochzeit auf 10 bis 15 Minuten.
Das Produkt wird weltweit unter dem Namen Ebly vermarktet. In Österreich wird ein vergleichbares Produkt unter dem Namen Weizli vom Unternehmen Agros Trading GmbH vermarktet. Weitere Bezeichnungen sind „Zartweizen“ oder „Weizenreis“.